# Pressione litostatica
I corpi rocciosi all'interno della Terra sono sottoposti ad una pressione, chiamata pressione litostatica o pressione di carico, dovuta al peso delle rocce sovrastanti.
Abitualmente questa pressione è indicata come {\displaystyle s_{v}} o {\displaystyle \sigma _{v}} o {\displaystyle \sigma _{z}} nella terna degli assi dell'ellissoide delle tensioni. Ad ogni profondità, nel sottosuolo si può individuare un punto sottoposto a tensioni, scomponendo queste tensioni lungo una terna di assi tra loro perpendicolari si costruisce l'ellissoide delle tensioni, i cui assi rispettivamente coincidono con le direzione di massima tensione, di minima tensione e di tensione intermedia; in aree tettonicamente stabili, o in regime di tettonica distensiva, l'asse maggiore di questo ellissoide è orientato verticalmente e corrisponde come direzione e valore alla pressione litostatica.

## Definizione e determinazione quantitativa
La pressione litostatica aumenta con la profondità, in accordo con la Legge di Stevino, secondo la seguente funzione
{\displaystyle p(z)=p_{0}+g\int _{0}^{z}\rho (z)\,dz}
dove {\displaystyle \rho (z)} è la densità della roccia sovrastante alla profondità {\displaystyle z}, {\displaystyle g\,\!} è la Accelerazione di gravità e {\displaystyle p_{0}} è la pressione al livello di riferimento.
L'unità di misura oggi maggiormente utilizzata in geologia è il bar o Kilobar (1 bar = 0,9869 atmosfere), tuttavia in ambiti applicativi vecchi sistemi di misurazioni che fanno riferimento a kg/cm² o psi sono ancora frequentemente usati.
Per computazioni speditive la pressione litostatica (Pl) ad una data profondità viene calcolata con l'equazione semplificata: Pl = rgZ
dove r = densità media delle rocce costituenti la colonna di rocce sovrastanti; g = accelerazione di gravità; Z = altezza della colonna.
Numerose misurazioni degli stress verticali effettuate in miniere, gallerie e in altre condizioni di attività geomineraria, ingegneria del sottosuolo o ricerche scientifiche nel sottosuolo hanno confermato la generale validità dell'equazione sopra riportata per quanto riguarda l'andamento della pressione misurata lungo la verticale, con qualche eccezione principalmente in rilevamenti effettuati a scarsa profondità.
Viceversa non è semplice determinare sperimentalmente e stimare il valore degli stress orizzontali ad una profondità z.
Per convenzione e semplicità di analisi questo problema è affrontato considerando il rapporto {\displaystyle k} fra la media degli stress orizzontali e lo stress verticale, e operando con la seguente equazione:
{\displaystyle {\frac {(\sigma _{H}+\sigma _{h})}{2}}=\sigma _{\bar {H}}=K\sigma _{v}=Kp(z)}
e quindi
{\displaystyle K={\frac {\sigma _{\bar {H}}}{\sigma _{v}}}}
dove {\displaystyle \sigma _{H}} e {\displaystyle \sigma _{h}} sono rispettivamente il maggiore e minore degli stress orizzontali, {\displaystyle \sigma _{\bar {H}}} lo stress orizzontale medio e {\displaystyle K} viene detto coefficiente di stress laterale.
Nel 1952 Terzaghi valutando le condizioni dell'ammasso roccioso, come massa caricata da un peso e a cui viene impedita l'espansione (deformazione) laterale nel corso del suo caricamento verticale suggeri' che il valore del parametro {\displaystyle k} fosse indipendente dalla profondità, ma funzione del modulo di Poisson, specifico della roccia presente alla profondità z, secondo l'equazione:
{\displaystyle k={\frac {\nu }{1-\nu }}}
Nelle rocce consolidate generalmente i valori del modulo di Poisson variano fra 0.2 e 0.3, conseguentemente {\displaystyle k} varierebbe fra 0.25 e 0.43.
Questa equazione, considera il comportamento della massa rocciosa come assimilabile a quella di un materiale elastico, non considera il contributo degli stress tettonici al valore delle pressioni orizzontali e per quanto sia diffusamente utilizzata per una prima stima di massima dell'ellissoide degli sforzi (assumendo l'uguaglianza degli stress lungo gli assi x e y), decenni di misurazioni indicano che essa non sia sempre precisa. I valori misurati di {\displaystyle k} sono spesso maggiori di quelli teorici a basse profondità e decrescono con l'approfondimento, stando in questo campo di esistenza: 100/z + 0.3 < {\displaystyle k} < 1500/z +0.5.

### Teoria di Heim
Nel 1878 il geologo Albert Heim in suo scritto: Untersuchungen über den Mechanismus der Gebirgsbildung um Anschluss an die Geologische Monographie der Tod, Windgallen-Gruppe, Basel (1878), referenziato dagli studiosi successivi come testo che pose le basi per lo studio sull'andamento delle pressioni nel sottosuolo, espresse la sua teoria o ipotesi sulla deformazione delle rocce suggerendo che gli stress litostatici, nello trascorrere del tempo, abbiano un comportamento di tipo viscoelastico a causa dello scorrimento viscoso delle rocce, conferendo quindi un carattere idrostatico alla pressione litostatica.
Heim basò il suo ragionamento considerando una ipotetica colonna di roccia, per questa colonna esiste una massima altezza teorica h, al di sopra della quale la sua base si frantumerebbe collassando per il peso della colonna che supererebbe la resistenza della roccia. questa altezza h, variabile in funzione delle tipologie di rocce non raggiungerebbe i 10.000 metri. La massa rocciosa che costituisce la terra può essere considerata come costituita da tante colonne rocciose adiacenti, sviluppantisi verso il centro della terra e ciascuna di altezza evidentemente superiore ad h, tuttavia ogni colonna non si frantuma in profondità sotto il proprio peso essendo circondata e confinata lateralmente nel suo spazio dalle altre colonne, in un sistema di reciproco sostentamento. Si tratta di una condizione di equilibrio statico con la massa rocciosa in condizioni di riposo. Se questa condizione venisse perturbata, ipotizzando teoricamente di rimuovere una colonna o una porzione di essa, si creerebbe un vuoto che verrebbe colmato dal fluire della roccia da tutte le colonne circondanti il vuoto, che collasserebbero quel tanto necessario a ripristinare la condizione di equilibrio. In questo senso quindi la pressione litostatica nel sottosuolo, agendo in tutte le direzioni, si comporterebbe come una pressione idrostatica; la differenza col comportamento dei liquidi è dovuta alla diversa viscosità e resistenza agli sforzi di taglio fra liquidi e rocce, facendo sì che gli spostamenti delle masse rocciose avvengano in tempi geologici e sono impercettibili ai sensi umani.
Oggi questa teoria fornisce una buona approssimazione, in campo minerario del comportamento di rocce duttili come le evaporiti e il carbone ed è parzialmente in accordo coll'osservazione che il coefficiente di stress laterale, precedentemente discusso, spesso tende al valore unitario per profondità superiori al chilometro.
Questa approssimazione di {\displaystyle k} = 1 è solitamente accettata ed utilizzata ancor oggi in alcune branche delle Scienze della Terra che non richiedono l'utilizzo dell'ellissoide degli sforzi, quali la petrologia, viceversa in discipline che richiedono valutazioni quantitative e orientate degli stress all'interno della terra, quali ingegneria civile, ingegneria mineraria, analisi di geologia strutturale, geomeccanica non viene più considerata, se non come un semplice modello di riferimento; studiosi di geomeccanica arrivano ad ipotizzare che queste anisotropie possano esistere per almeno 50 km nella crosta terrestre con valori di circa 20000 psi.

## Gradiente geobarico
Il gradiente geobarico medio corrisponde a 270 bar/Km nella crosta e 330 bar/Km nel mantello.

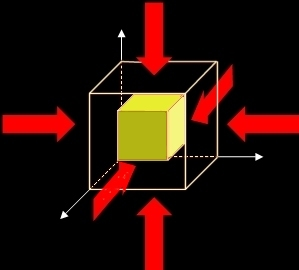
Comportamento della pressione litostatica secondo la teoria di Heim: agisce in tutte le direzioni e provoca una riduzione dei volumi senza deformazioni delle rocce

L'incremento della pressione con la profondità produce:
- diminuzione della porosità della roccia
- rilascio di acqua dalle reazioni metamorfiche

È una pressione che si esercita in tutte le direzioni con uguale intensità, come quelle che agiscono su un corpo immerso in acqua (pressione idrostatica).
Essa pertanto determina una riduzione dei volumi senza deformazioni, mentre sono le pressioni orientate (o direzionali) a favorire la deformazione dei materiali.
La pressione litostatica ha molta importanza nei processi metamorfici e diagenetici, mentre ne ha di meno nei processi di consolidamento e differenziazione magmatica, in cui è determinante l'influenza di parametri quali la temperatura e la pressione parziale dei volatili.
La pressione litostatica presente alle profondità in cui si verificano i processi magmatici intrusivi (decine di km di profondità) è certamente notevole (1000-2000 bar), tuttavia non è l'unico parametro a concorrere nella realizzazione dei fenomeni di segregazione magmatica, assimilazione, differenziazione gravitativa ecc. e di tutti i processi che determinano il prodotto magmatico finale e la futura roccia.